# 国印
国印（こくいん）とは、令制国国衙の官印。

## 概要
国印は正倉の鎰とともに国司の地方支配の象徴であった。このため、押印・授受・保管は極めて厳重に行われていた。
公式令によれば、銅製で大きさは方2寸。新造あるいは改鋳の必要がある場合には必ず中央官司である鍛冶司などによって製造され、中央から各令制国に1面ずつ送られて備えられる形式を取った。中央の官司に上げる公文、国衙に保管する案文、国内に下付する命令文書・調物（絹・布）などに押印された。
押印は原則として文書の記載全面と紙の継目になされ、顔料は弁柄などが用いられていた。奈良時代の公文書には国印が押されたものが多く残されているが、律令制が衰微する平安時代に入ると次第にその数を減少させていくことになる。その一方で、令制国支配の象徴として神秘化され、各地の印鎰神社の神体視されるようになった。